# Dark Blue
Dark Blue är en amerikansk kriminalthrillerfilm från 2002 regisserad av Ron Shelton och skriven av David Ayer, baserad på en filmberättelse skriven av kriminalromanförfattaren James Ellroy. Filmens huvudroll spelas av Kurt Russell, följt av biroller spelade av Ving Rhames och Brendan Gleeson.

## Handling
Filmens handling utspelar sig i Los Angeles under år 1992, och kretsar mestadels kring den korrupta LAPD-sergeanten Eldon Perry, som dagarna innan staden drabbas av flera dödliga och våldsamma upplopp, tar lagen i egna händer och upptäcker konsekvenserna kring kårens tveksamma metoder.

## Rollista (i urval)
| Kurt Russell     | – Eldon Perry     |
| Scott Speedman   | – Bobby Keough    |
| Michael Michele  | – Beth Williamson |
| Ving Rhames      | – Arthur Holland  |
| Master P         | – 'Maniac'        |
| Kurupt           | – Darryl Orchard  |
| Dash Mihok       | – Gary Sidwell    |
| Jonathan Banks   | – Jimmy Barcomb   |
| Eloy Casados     | – Rico            |
| Graham Beckel    | – Detektiv Peltz  |
| William Utay     | – Detektiv Sapin  |
| Chapman Way      | – Eldon Perry III |
| Marin Hinkle     | – Deena Schultz   |
| Khandi Alexander | – Janelle Holland |